# Georgi Kirpa
Georgi Kirpa (en ucraniano: Георгій Кірпа) (20 de julio de 1946 en Klubivka, Óblast de Jmelnitski - 27 de diciembre de 2004 en Bortnychi, cerca de Kiev) fue un político ucraniano. Dirigió los ferrocarriles de Ucrania.

## Carrera política
En mayo de 2002, Kirpa fue designado ministro de Transporte por el presidente Leonid Kuchma, quien por su fidelidad y servicios el 23 de abril le concesionó el título honorario Héroe de Ucrania. 
Durante las elecciones presidenciales de noviembre de 2004 Kirpa se implicó gravemente en el fraude electoral. Por ejemplo, aprovechando su cargo como Ministro de Transporte, habilitaba trenes para que los partidarios de Yanukóvich pudieran votar más de una vez en diferentes mesas electorales en la primera y segunda vuelta., desviaba fondos públicos para financiar la campaña electoral de Yanukovich, o bloqueaba los trenes de los partdarios de Yushchenko.

El diputado Vladimir Stretovich declaró que los ferrocarriles que dirigía el ministro estuvieron mezclados en las manipulaciones de la voluntad popular en la reciente campaña electoral presidencial.

Al día siguiente 27 de diciembre Kirpa, tras ser visitado por “un alto ejecutivo gubernamental” y presionado por las amenazas del nuevo gobierno de enviar a los tribunales a los culpables del fraude electoral, se suicida.,